# Jenő Uhlyárik
Jenő Titusz Uhlyárik (ur. 15 października 1893 w Lewoczy, zm. 23 kwietnia 1974 w Budapeszcie) – węgierski szermierz, srebrny medalista igrzysk olimpijskich i mistrzostw świata.
Na igrzyskach olimpijskich w Paryżu w 1924 roku Węgrzy w składzie: Ödön Tersztyánszky, János Garay, Sándor Pósta, László Berti, József Rády, Zoltán Schenker, Jenő Uhlyárik i László Széchy wywalczyli srebro w szabli drużynowej. W turnieju indywidualnym nie startował. Był to jego jedyny występ olimpijski.
Na mistrzostwach świata w Ostendzie (1925) wywalczył srebro w szabli indywidualnej, przegrywając tylko Jánosem Garayem. 
Ukończył studia na kierunku politologii, w 1920 uzyskał doktorat. Po ukończeniu kursu oficerskiego rezerwy w 1916 powołany do służby w stopniu porucznika w 1 Pułku Artylerii Gwardii Krajowej. Brał udział w walkach na froncie wschodnim I wojny światowej. W latach międzywojennych był nauczycielem w Akademii Wojskowej Cesarzowej Ludwiki, w międzyczasie awansowany do stopnia majora. W czasie II wojny światowej był dowódcą 5. Baterii Obrony Powietrznej w Baja, a następnie dowódcą Dywizji Artylerii Obrony Powietrznej. W 1941 awansował do stopnia podpułkownika, a dwa lata później pułkownika. Pod koniec wojny został jeńcem radzieckim, zwolniony na początku 1945, po interwencji premiera Węgier. Odznaczony Krzyżem Pro Ecclesia et Pontifice (1941) i Krzyżem Obrony Narodowej (1941).
Od 1934 do wybuchu II wojny światowej był sekretarzem generalnym Węgierskiego Związku Szermierki.